# Dead End (phim 1969)
Dead End (Xử giác) là 1 bộ phim tâm lý tình cảm pha hành động của Hồng Kông được sản xuất vào năm 1969, do Trương Triệt đạo diễn với sự tham gia của dàn diễn viên tên tuổi hàng đầu của điện ảnh Hồng Kông lúc bấy giờ như: Địch Long, Lý Thanh, Khương Đại Vệ, Trần Hồng Liệt và Vu Thiến. Dead End được xem là tác phẩm phim thời hiện đại đầu tiên của đạo diễn lừng danh Trương Triệt, là vai chính đầu tay của siêu sao Địch Long và là sự cộng tác đầu tiên của đạo diễn Trương Triệt và cặp ngôi sao nổi tiếng màn ảnh: Địch Long và Khương Đại Vệ, được mệnh danh là "bộ ba thép" ("The Iron Triangle") do những thành công tiếp nối của bộ ba kinh điển này đã tạo nên suốt nhiều năm sau đó.

## Nội dung
Chàng thanh niên phóng khoáng, ưa tự do Trương Thuần (Địch Long) và hai người bạn của anh là David (Khương Đại Vệ) và Mary (Vu Thiến), đang lái xe đi dạo chơi, thì tình cờ gặp cô tiểu thư con nhà giàu Ôn Nhu (Lý Thanh). Thuần và Nhu đã yêu nhau ngay từ cái nhìn đầu tiên và bắt đầu hẹn hò. Một ngày nọ, trên đường đi về nhà, Thuần và Nhu chứng kiến 1 cảnh sát đang đuổi theo 1 tên tù vượt ngục và Thuần cũng lượm được 1 cây súng do tên tù vượt ngục đó để rơi.
Cường, anh trai của Nhu (Trần Hồng Liệt) ghét Thuần và luôn ép Thuần phải từ bỏ Nhu. Nhưng Thuần và Nhu không quan tâm đến sự phản đối của Cường về mối quan hệ của họ, và họ vẫn tiếp tục hẹn hò. Một ngày nọ, Nhu đã mặc trang phục đàn ông để đùa vui và đi đến quán cà phê đèn mờ với Thuần. Tuy nhiên, 1 nữ tiếp viên của quán cà phê đã khám phá ra việc Nhu giả trai. Thuần đã đánh nhau với họ trong quán cà phê, và sau đó bị cảnh sát bắt. Cường càng điên tiết lên khi nghe được tin này. Hắn cùng thuộc hạ của hắn đến trại tạm giam để đánh Thuần và cấm Nhu không được gặp Thuần. Thuần không muốn rời xa Nhu, nên sau đó, Thuần đã đến trước cổng nhà của Nhu cùng với David. Ở đó, họ đã bị Cường và những tên tay sai của hắn đánh. David đã chết sau khi bị bọn chúng đánh trọng thương.
Vào lúc đó, Thuần đã không còn chịu đựng được nữa và đã lấy cây súng mà anh đã lượm được hôm trước đi giết Cường. Mặc dù Thuần có thể trốn khỏi hiện trường vụ án, nhưng anh đã bị cảnh sát theo dõi khi đi gặp lại Nhu. Giữa lúc hỗn loạn, Thuần đã chết dưới họng súng của cảnh sát.

## Diễn viên và vai diễn
- Địch Long vai Trương Thuần
- Lý Thanh vai Ôn Nhu
- Khương Đại Vệ vai David (Đại Vệ)
- Trần Hồng Liệt vai Ôn Cường
- Angela Vu Thiến vai Mary
- Trần Yên Yên vai mẹ của Trương Thuần
- Koo Man-chung vai người đàn ông giàu có đang chơi bowling
- Fang Mian vai JS Lee
- Guo Hui-jian vai Hsiao Niu
- Tỉnh Diễu vai Jia Kai-ming
- Poon Oi-lun vai Pai Li, thư ký của ông Minh
- Yip Bo-kam vai bạn mới quen của Trương Thuần
- Wang Dan vai Bà chủ nhà
- Wong Ching-wan vai Wang Ping
- Lee Sau-kei vai Thanh tra cảnh sát
- Wang Kuang-yu vai sĩ quan cảnh sát
- Trần Tinh vai Tù vượt ngục
- Ngọ Mã vai nhân viên văn phòng
- Hoh Wan vai nhân viên văn phòng
- Yee Kwan vai cảnh sát
- Lan Wei-lieh vai cảnh sát
- To Wing-leung vai cảnh sát
- Lưu Gia Vinh vai tay sai/bạn của Ôn Cường
- Vương Thanh vai tay sai/bạn của Ôn Cường
- Chan Chuen vai tay sai/bạn của Ôn Cường
- Wong Pau-kei vai tay sai/bạn của Ôn Cường
- Viên Hòa Bình vai tay sai/bạn của Ôn Cường
- Viên Tường Nhân vai tay sai/bạn của Ôn Cường
- Vương Chung vai tay sai/bạn của Ôn Cường
- Hsu Hsia vai tay sai/bạn của Ôn Cường
- Liu Wai vai ông chủ garage của David
- Wilson Tong vai người chờ phỏng vấn
- Giải Nguyên vai người đàn ông ở bể bơi
- Man Lei vai thợ may
- Chu Kam vai khách hàng ở câu lạc bộ của Mary
- Ng Yuen-fan vai bảo kê ở quán bar
- Chan Seng-tong vai nhân viên cảnh sát
- King Pai-chien vai người qua đường

## Doanh thu phòng vé
Phim đạt được tổng doanh thu HK$519,097 tại các rạp tại Hồng Kông trong suốt thời gian công chiếu từ ngày 12 đến ngày 18 tháng 7 năm 1969 tại Hong Kong.